# Dorcadion sericatum
Dorcadion sericatum is een keversoort uit de familie van de boktorren (Cerambycidae). De wetenschappelijke naam van de soort werd voor het eerst geldig gepubliceerd in 1823 door Carl Reinhold Sahlberg.